# Rak sutka

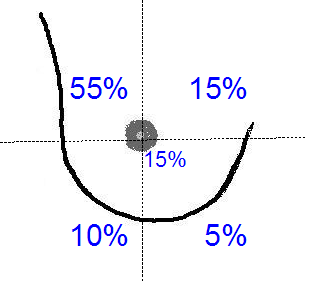
Częstość występowania guzów piersi w zależności od lokalizacji (widok prawego sutka)

Rak sutka, rak gruczołu sutkowego, potocznie rak piersi (łac. carcinoma mammae) – najczęstszy nowotwór złośliwy gruczołu sutkowego wywodzący się z tkanki nabłonkowej. Na świecie rak ten jest najczęściej występującym nowotworem złośliwym u kobiet. Rak sutka pojawia się także u mężczyzn, jednak jest rzadki i zwykle późno rozpoznawany. Od lat 70. notowano na całym świecie wzrost zachorowań na tę chorobę i tendencja ta utrzymywała się do lat 90. Zjawisko to mogło być spowodowane zarówno zmianami stylu życia kobiet w krajach zachodnich, jak i wzrostem wykrywalności raka.

## Epidemiologia

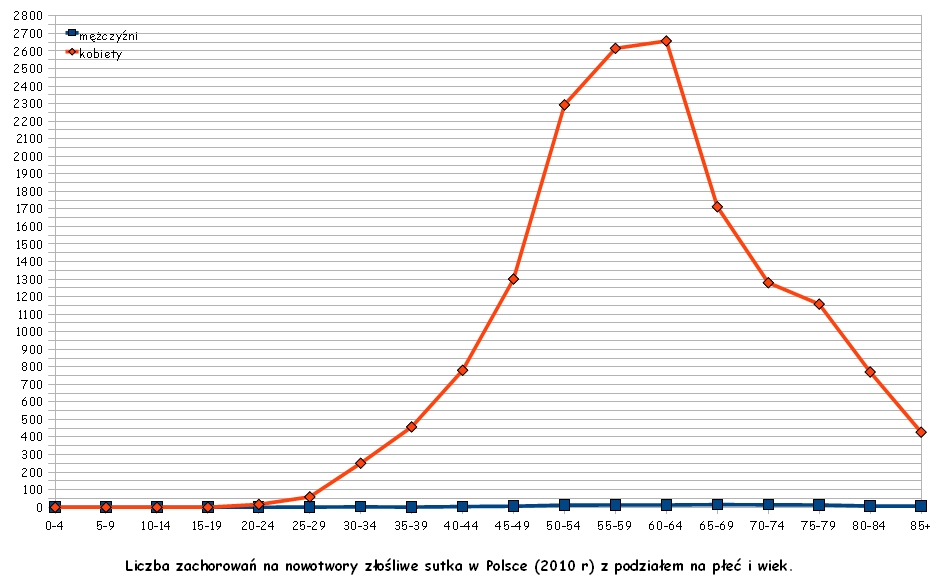
Liczba nowo odnotowanych przypadków nowotworów złośliwych sutka w Polsce w 2010 roku

- Według Amerykańskiego Towarzystwa Onkologicznego (American Cancer Society) w 2001 roku w Stanach Zjednoczonych odnotowano 192 200 nowych przypadków inwazyjnego raka piersi u kobiet i 40 860 zgonów[potrzebny przypis].
- Ryzyko wystąpienia raka piersi u kobiet w USA wynosi 1:8.
- Z nieznanych powodów stwierdza się na świecie wzrost częstości występowania, na przykład w Stanach Zjednoczonych o 3–4% rocznie od lat 80., obecnie plateau (111/100 000 kobiet).
- W Polsce nowotwory złośliwe piersi (głównie rak) stanowią 20% zachorowań na nowotwory złośliwe u kobiet. W 2004 r. zostały rozpoznane u ponad 12 000 kobiet. Liczba zgonów nimi spowodowana wyniosła niespełna 5000. Zgodnie z danymi Krajowego Rejestru Nowotworów rak sutka jest od lat najczęstszym kobiecym nowotworem złośliwym i drugą przyczyną zgonów pacjentek onkologicznych. W 2004 roku nowotwory piersi rozpoznano u 106 mężczyzn.

## Klasyfikacja
Podział według:

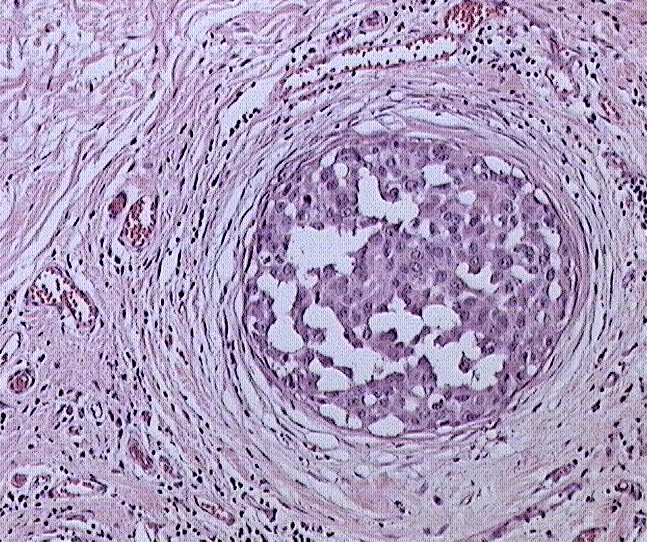
Obraz histologiczny raka przewodowego in situ

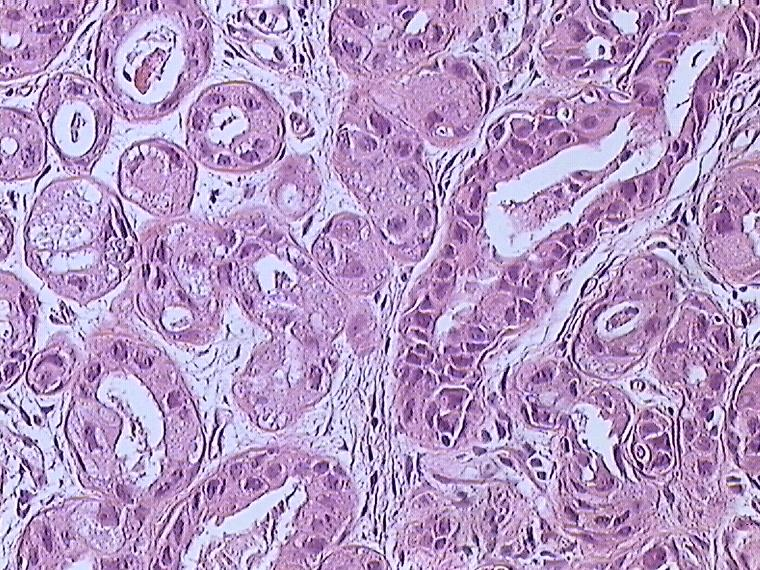
Obraz histologiczny raka przewodowego inwazyjnego

- lokalizacji ogniska pierwotnego (brodawka, przewody, zrazik)[2]
- typu histologicznego (oceniany mikroskopowo) według WHO[3]:
- inwazyjności (przedinwazyjny, inwazyjny)

### Lokalizacja ogniska pierwotnego
Rzadsze i klinicznie mniej istotne są nowotwory części sutka innych niż gruczoł: brodawki sutkowej).
Rak skóry piersi jest klasyfikowany (ICD-10) osobno. Rokowanie i leczenie jest inne.

### Typy histologiczne
Typy histologiczne (klasyfikacja uproszczona):
- nowotwory złośliwe sutka przedinwazyjne:
  - rak przewodowy in situ (carcinoma intraductale, DCIS), najczęstszy nieinwazyjny nowotwór piersi, często naddiagnozowany[5][6]
  - rak zrazikowy in situ (carcinoma lobulare in situ, LCIS)
- nowotwory złośliwe sutka inwazyjne (naciekające):
  - rak przewodowy inwazyjny (NOS, NST, IDC, najczęstszy nowotwór piersi, ponad 50% diagnozowanych przypadków)
  - rak zrazikowy inwazyjny (ILC, 5-10% inwazyjnych nowotworów piersi)
  - rak rdzeniasty
  - rak śluzowy
  - rak cewkowy (rak cewkowaty)
  - rak z metaplazją
  - rak apokrynalny
  - rak brodawkowaty (rak brodawkowy)

### Zaawansowanie
Zaawansowanie według klasyfikacji TNM:
| Stopień | Zaawansowanie raka gruczołu sutkowego według American Joint Committee on Cancer Staging of Breast Carcinoma |
| ------- | --- |
| 0       | - DCIS (łącznie z chorobą Pageta brodawki sutkowej) i LCIS, bez mikroinwazji |
| I       | - Rak inwazyjny ≤ 2 cm średnicy i węzły chłonne niezajęte - DCIS lub LCIS z mikroinwazjami |
| IIA     | - Rak inwazyjny ≤ 2 cm średnicy z przerzutami do węzła (węzłów) chłonnych - Rak inwazyjny > 2 cm i ≤ 5 cm z niezajętymi węzłami chłonnymi                                                                                     |
| IIB     | - Rak inwazyjny > 2 cm i ≤ 5 cm z przerzutami do węzła (węzłów) chłonnych - Raki inwazyjne > 5 cm z niezajętymi węzłami chłonnymi                                                                                             |
| IIIA    | - Raki inwazyjne > 5 cm z zajętymi węzłami chłonnymi - Raki inwazyjne o różnych rozmiarach z nieruchomymi węzłami chłonnymi (unieruchomienie w wyniku naciekania otoczenia poza torebkę węzła lub naciekania innych struktur) |
| IIIB    | - Rak zapalny, raki naciekające ścianę klatki piersiowej, raki naciekające skórę, raki z satelitarnymi ogniskami w skórze lub każdy rak z przerzutami do wewnętrznych węzłów chłonnych po tej samej stronie                   |
| IV      | - Obecne przerzuty odległe |

## Czynniki ryzyka

### Czynniki o dobrze udokumentowanym wpływie

#### Płeć
99% raków sutka występuje u kobiet.

#### Czynniki geograficzne
Porównanie zapadalności i zachorowalności na raka sutka w różnych krajach wykazuje zaskakujące różnice. Do obszarów, w których ryzyko raka piersi jest większe, należą Ameryka Północna i północna Europa, rzadziej występuje on w Azji i Afryce. Na te różnice mogą mieć wpływ:
- czynniki genetyczne (efekt założyciela)
- synergistyczne działanie różnych czynników środowiskowych, pozostające w związku ze stylem życia.

Poparciem ostatniej tezy może być fakt, że emigranci z krajów o mniejszej zapadalności do krajów, w których jest ona większa, chorują ze zwiększoną częstością w porównaniu ze swoimi nieemigrującymi rodakami.
Brane pod uwagę są również czynniki kulturowe (dieta, kwestia karmienia piersią).

#### Czynniki genetyczne
Postęp genetyki w latach 90. pozwolił na udowodnienie etiologii genetycznej przynajmniej części nowotworów złośliwych piersi. Obecnie szacuje się, że 5 do 30% raków piersi i jajnika wiąże się z genetyczną predyspozycją i określonymi, genetycznymi mutacjami.
Około połowa kobiet z dziedzicznym rakiem piersi ma mutację w genie BRCA1 (17q21.3) a 1/3 w genie BRCA2 (13q12-13). Geny te są duże, zawierają wiele eksonów, uważa się, że odgrywają kluczową rolę w mechanizmach naprawy DNA. Nowotwór rozwija się, gdy obydwa allele są zmutowane. Opisano również szereg rzadszych zespołów genetycznych, których składową jest rak sutka.
| Zespół                             | Mutacja w genie | OMIM        |
| ---------------------------------- | --------------- | ----------- |
| rodzinny rak piersi typu 1         | BRCA1           | OMIM 113705 |
| rodzinny rak piersi typu 2         | BRCA2           | OMIM 113705 |
| zespół Li-Fraumeni                 | P53             | OMIM 151623 |
| choroba Cowden                     | PTEN            | OMIM 158350 |
| zespół Lyncha II                   | MSH2            | OMIM 120435 |
| zespół Peutza-Jeghersa             | STK11           | OMIM 175200 |
| zespół Bannayana-Rileya-Ruvalcaby  | PTEN            | OMIM 153480 |
| zespół Klinefeltera                |                 |             |
| zespół niewrażliwości na androgeny |                 | OMIM 300068 |

#### Wiek
Ryzyko wystąpienia raka piersi wzrasta z wiekiem począwszy od 30. roku życia. Po klimakterium utrzymuje się na mniej więcej stałym poziomie.

#### Przebieg miesiączkowania
Stwierdzono, że wiek menarche <12. roku życia i wiek klimakterium > 55. roku wiąże się z nieznacznym wzrostem ryzyka zachorowania na raka sutka, odpowiednio: 1,3 i 1,5-2 razy. Prawdopodobnie zależność ta ma związek z przedłużonym działaniem estrogenów na tkanki organizmu.

#### Przebieg ciąży
Ryzyko wystąpienia raka piersi u nieródek jest 3 razy większe niż u kobiet, które rodziły. Późny wiek pierwszego porodu statystycznie wiąże się ze zwiększeniem ryzyka (po 35. roku życia ryzyko jest 2-3 razy większe; po 30. roku życia – 1,9 razy).

#### Choroby sutka
Wykazano, że łagodne choroby sutka, takie jak zmiany proliferacyjne, brodawczakowatość przewodów, gruczolistość stwardniająca, nieznacznie zwiększają ryzyko wystąpienia raka sutka (1,5 do 2 razy). Atypowy rozrost przewodowy lub zrazikowy powoduje znaczny (5 razy) wzrost ryzyka. Włóknienie, torbiele, metaplazja apokrynowa, łagodne rozrosty nie pociągają za sobą zwiększonego ryzyka progresji nowotworu albo ryzyko jest minimalne. Gwiaździsta blizna być może zwiększa ryzyko raka.

#### Rak drugiej piersi i trzonu macicy
Zwiększają ryzyko.

#### Ekspozycja na promieniowanie jonizujące
Ryzyko związane z naświetlaniem promieniowaniem jonizującym obejmującym klatkę piersiową jest dobrze udokumentowane. Ryzyko zależy od dawki promieniowania, upływu czasu po naświetlaniu i od wieku. Tylko kobiety naświetlane przed 30. rokiem życia, czyli zanim gruczoł piersiowy ostatecznie się ukształtuje, są obarczone większym ryzykiem wystąpienia raka. Nie wykazano aby niskie dawki promieniowania stosowane w mammografii wpływały w jakikolwiek sposób na zapadalność na raka piersi.

### Czynniki o gorzej udokumentowanym wpływie

#### Przyjmowanie zewnątrzpochodnych estrogenów
Dowody na zwiększanie zapadalności na raka sutka wskutek przyjmowania doustnych środków antykoncepcyjnych są sprzeczne. Wydaje się, że nowsze środki antykoncepcyjne powodują bardzo mały wzrost ryzyka, które znika 10 lat po ich odstawieniu. Stosowanie doustnej hormonalnej antykoncepcji jest przeciwwskazane w przypadku młodych (do 25 lat) nosicielek mutacji BRCA1.

#### Nadwaga
Nadwaga przed menopauzą chroni przed rakiem sutka, prawdopodobnie poprzez powodowanie cykli bezowulacyjnych, natomiast po menopauzie zwiększa ryzyko zachorowania z powodu produkcji estrogenów w tkance tłuszczowej.

#### Dieta wysokotłuszczowa
Rozwojowi raka piersi po menopauzie sprzyja duże spożycie tłuszczów wielonienasyconych omega-6 (obecnych zwłaszcza w oleju roślinnym z soi, kukurydzy, słonecznika i innych olejach z nasion, w margarynie), np. kwasu linolowego, przy niedostatku tłuszczów wielonienasyconych omega-3 (w oleju rybnym, ale również w lnianym; olej rzepakowy zawiera prawie tak dużo niepożądanego tłuszczu oleinowego omega-9, jak oliwa z oliwek). W 2001 stwierdzono, że tłuszcze jednonienasycone  omega-9 oraz niektóre wielonienasycone (typu omega-6) sprzyjają rozwojowi raka piersi po menopauzie, a tłuszcze wielonienasycone typu omega-3 – przeciwdziałają. Odkryto, że tłuszcze oleinowy (w oliwie z oliwek, oleju rzepakowym) i inne jednonienasycone omega-9 sprzyjają rozwojowi raka podobnie, jak również niektóre tłuszcze wielonienasycone omega-6 (np. 20:2 pochodna kwasu linolowego). Tłuszcze nasycone (w maśle, smalcu, śmietanie, wieprzowinie, kiełbasie, drobiu, itp.) nie szkodzą osobom z predyspozycjami rakowymi, a tłuszcze wielonienasycone omega-3 – zdecydowanie pomagają.

#### Spożycie alkoholu
Część badań wykazała związek między spożyciem alkoholu a zwiększonym ryzykiem zachorowania na raka piersi. Inne badania (Framingham Study, badanie Danish National Institute for Public Health) nie potwierdziły tego związku.

#### Ćwiczenia fizyczne
Istnieją doniesienia, że przy poświęceniu większej ilości czasu na ćwiczenia, ryzyko wystąpienia raka spada, prawdopodobnie przez wpływ ćwiczeń fizycznych na opóźnienie pierwszej miesiączki.

### Kwestionowane czynniki ryzyka
- Proponowano, że sztuczne oświetlenie może być czynnikiem ryzyka raka sutka (badanie National Cancer Institute/ National Institute of Environmental Health Sciences).
- Sprawdzano wpływ dioksyn i fitoestrogenów na progresję nowotworu, bez wyraźnych wniosków.
- Sole glinu używane jako antyperspiranty niedawno zaklasyfikowano do metaloestrogenów; badania in vitro udowodniły wpływ tych związków na ekspresję genów w komórkach nowotworowych.

## Objawy i przebieg

Zaciągnięty sutek z guzkiem i wgłębieniem w skórze

Rak sutka jest wykrywany zwykle jako macalne, niebolesne zgrubienie w piersi. Obecnie przesiewowe badania mammograficzne pozwalają na wykrycie raka zanim stanie się on dostępny badaniu palpacyjnemu. Inne objawy zwykle pojawiają się gdy guz jest już wyczuwalny, wczesnym objawem może być zaciągnięcie brodawki sutkowej, tzw. pępek rakowy. Zajęcie dróg chłonnych może być przyczyną miejscowego obrzęku limfatycznego, czego wyrazem jest tzw. objaw skórki pomarańczowej.
W początkowych stadiach choroby nowotworowej może być one wykryta wyłącznie poprzez specjalistyczne badanie diagnostyczne. W miarę rozrostu guza piersi dochodzą kolejne objawy chorobowe takie jak wciągnięcie skóry lub brodawki sutkowej, zaczerwienienie skóry, asymetria piersi czy jednostronny wyciek z brodawki.

### Nawroty i przerzuty
Ryzyko nawrotu zależy od rozmiaru guza, zajęcia węzłów chłonnych oraz od charakteru nowotworu. Ryzyko nawrotów lokalnych (ponad 10% dla okresu 10 lat) można obniżyć przez radioterapię adiuwantową (do około 5% dla 10 lat).
Przerzuty odległe najczęściej są do dobrze ukrwionych kości (nasady kości długich, żebra, kręgosłup); do innych narządów występują rzadziej. Wśród wszystkich pacjentek z rakiem piersi 10–letnie ryzyko wystąpienia przerzutów do kości wynosi około 18%. Najczęściej występują przerzuty blastyczne lub osteolityczne. Ryzyko przerzutów dalekich do kości można obniżyć (o ok. 25%) przez leczenie adiuwantowe hormonalne i/lub chemioterapię. W przypadku nowotworów pierwotnych stopnia O i I nie przeprowadza się wstępnego skanowania układu kostnego ze względu na niską skuteczność oraz wysoki odsetek wyników fałszywie dodatnich.

## Rokowanie
Na rokowanie mają wpływ następujące czynniki:
- wielkość ogniska pierwotnego
- zajęcie węzłów chłonnych, liczba zajętych węzłów chłonnych
- histologiczne stopniowanie złośliwości guza (grading)
- typ histologiczny raka
- inwazja naczyń chłonnych
- obecność lub brak receptorów estrogenowych i proestrogenowych
- ocena proliferacji komórek rakowych
- aneuploidia
- nadekspresja ERBB2

Rokowanie polskich pacjentek z rakiem piersi jest znacznie gorsze niż kobiet leczonych w Stanach Zjednoczonych czy Europie Zachodniej. Według badania EUROCARE-3, odsetek 5-letnich przeżyć względnych (statystycznie utożsamianych z wyleczeniem) Polek, u których raka piersi rozpoznano w latach 1990-1994, wyniósł ok. 63%. Dla porównania, w niektórych krajach europejskich odsetki przeżyć 5-letnich przekraczają 80%, a w Stanach Zjednoczonych są bliskie 90%.

## Rozpoznanie[11]
- mammografia – funkcjonuje jako podstawowe badanie przesiewowe
- ultrasonografia – jako badanie wspomagające dla mammografii ze względu na zbyt dużą liczbę wyników fałszywie ujemnych
- obrazowanie metodą rezonansu magnetycznego – jako badanie wspomagające dla mammografii ze względu na zbyt dużą liczbę wyników fałszywie dodatnich oraz cenę
- palpacja – metoda pozwala wykryć guzy w zbyt późnym stadium
- termografia medyczna – metoda wczesnego wykrywania zmian patologicznych w gruczołach piersiowych polegająca na bezpośrednim odwzorowaniu odmiennego tempa metabolizmu komórek nowotworowych oraz wytworzonej wokół nich sieci naczyniowej, wyrażającego się poprzez ogniskowe zmiany temperatury, które mogą być obserwowane jako anomalie termiczne na powierzchni gruczołów piersiowych[12][13]
- elastografia rezonansu magnetycznego – trwają badania nad zastosowaniem tej metody dotąd stosowanej w diagnostyce chorób wątroby
- badanie krwi wykrywające CA 125 – mało dokładna metoda
- badanie składu wydychanego powietrza – trwają badania
- biopsja piersi – pozwala ostatecznie zdiagnozować chorobę

### Diagnostyka przerzutów[potrzebnyprzypis]
- scyntygrafia kości
- zdjęcie rentgenowskie klatki piersiowej
- próby wątrobowe

## Leczenie
Leczenie raka piersi jest procesem wieloetapowym. Prowadzone powinno być przez zespół w składzie: chirurg onkologiczny, onkolog kliniczny, onkolog radioterapeuta, rehabilitant, psycholog kliniczny. Wymaga oceny klinicznego stopnia zaawansowania nowotworu. W zależności od niego wybierane jest postępowanie pierwotne – operacyjne, leczenie przedoperacyjne, leczenie paliatywne. Po ewentualnej operacji oceniany jest patologiczny stopień zaawansowania nowotworu, typ histologiczny raka oraz występowanie ważnych klinicznie receptorów – estrogenowych, progesteronowych, nadekspresji receptora dla nabłonkowego czynnika wzrostu (HER2).
Istotne jest, aby w przypadku chemioterapii przedoperacyjnej wykonać wcześniej biopsję gruboigłową lub w inny sposób pobrać dostatecznie dużą próbkę komórek guza, celem określenia powyższych cech raka; po chemioterapii może dojść do zatarcia histologicznego obrazu guza.
Na podstawie uzyskanych danych można zaproponować optymalne postępowanie uzupełniające chemioterapię, radioterapię, hormonoterapię i leczenie celowane. Celem postępowania pierwotnego i leczenia uzupełniającego jest całkowita eliminacja ognisk nowotworu.
Skuteczność leczenia raka piersi stale rośnie. Świadczy o tym spadek śmiertelności przy jednoczesnym wzroście zachorowalności. Zawdzięczamy to nowym lekom i strategiom leczenia. Chore zgłaszające się w 0 i I stopniu mają ponad 90% szans na trwałą remisję (czyli wyleczenie), w stopniu II ponad 70%, a w III około 40%. Także w leczeniu paliatywnym istnieje wyraźny postęp. Nierzadko udaje się osiągnąć wieloletnie przeżycie u pacjentek z uogólnioną chorobą nowotworową.

### Postępowanie pierwotne
1. pierwotne leczenie operacyjne
  - pierwotna operacja oszczędzająca pierś: nowotwory przedinwazyjne DCIS, LCIS; stopień I (guz o średnicy poniżej 2 cm węzły chłonne niezmienione); w szczególnych przypadkach w stopniu II.
  - pierwotna mastektomia z procedurą węzła wartowniczego: niektóre przypadki raka w stopniu I, większość przypadków w stopniu II przy niezmienionych klinicznie regionalnych węzłach chłonnych
  - pierwotna mastektomia z limfadenektomią pachową: większość przypadków w stopniu II jeśli regionalne węzły chłonne są klinicznie podejrzane o przerzuty.
2. przedoperacyjne leczenie ogólnoustrojowe
  - W przypadku nowotworu w III stopniu klinicznego zaawansowania oraz raka zapalnego powinno być przez około pół roku prowadzone leczenie ogólnoustrojowe w celu osiągnięcia remisji. Najczęściej stosowana jest chemioterapia sekwencyjna 4 kursy z adriamycyny z cyklofosfamidem (AC) (czasem adriamycyny z docetakselem (AT) ) i 4 kursy docetakselem (Taxol) lub dużo rzadziej schemat cyklofosfamid + metotreksat + 5-fluorouracyl (CMF)[14]. W wybranych przypadkach zamiast adriamycyny może być zastosowana epirubicyna.

Istnieją doniesienia o korzystnym wpływie przedoperacyjnej chemioterapii cisplatyną u pacjentek ze stwierdzoną mutacją BRCA1.
Rzadziej stosowana jest hormonoterapia lub inne schematy chemioterapii.
1. - Jeśli remisja jest dostateczna przeprowadza się radykalną mastektomię. W przypadku nieosiągnięcia remisji prowadzone jest leczenie paliatywne.
2. leczenie paliatywne
  - W przypadkach IV stopnia zaawansowania prowadzi się wyłącznie leczenie paliatywne. Po ocenie histopatologicznej wycinka guza wybiera się optymalny program chemioterapii lub hormonoterapii. Więcej o leczeniu paliatywnym w sekcji Leczenie nawrotów i uogólnionej choroby nowotworowej.

### Leczenie uzupełniające
Po zabiegu operacyjnym następuje ocena histopatologiczna usuniętego preparatu. W zależności od patologicznego stopnia zaawansowania (pTNM) oraz stanu pacjenta wybierana jest strategia leczenia uzupełniającego.

#### Radioterapia
W przypadku znacznego ryzyka wznowy miejscowej przeprowadzana jest radioterapia na obszar operowany oraz ewentualnie dół pachowy i nadobojczykowy. Klasyczne wskazania do radioterapii obejmują: średnica guza powyżej 5 cm, każda operacja oszczędzająca pierś, znaczne zajęcie regionalnych węzłów chłonnych.
Radioterapia po operacji oszczędzającej pierś składa się z dwóch etapów. W pierwszym napromienia się gruczoł piersiowy – czasem wraz z regionalnymi węzłami chłonnymi. W drugim etapie radioterapię ogranicza się tylko do loży po usuniętym guzie. O ile stwierdzono pozytywny wpływ radioterapii adiuwantowej na zmniejszenie ryzyka wznowy miejscowej, to nie ma ona wpływu na występowanie przerzutów odległych ani na ogólną przeżywalność chorych.
Radioterapia śródoperacyjna jest obecnie w III fazie badań klinicznych.

#### Chemioterapia
Uzupełniająca chemioterapia pooperacyjna (adiuwantowa) stosowana powinna być u tych chorych, które mają znaczne ryzyko nawrotu, oraz ich stan ogólny nie jest przeciwwskazaniem do tego bardzo obciążającego leczenia. Przeciwwskazaniami są wiek powyżej 65 lat, poważne uszkodzenie serca lub ciężkie choroby metaboliczne. Wskazania to: młody wiek, znaczna złośliwość nowotworu, brak receptorów estrogenowych i progesteronowych w nowotworze, wysoki stopień patologicznego zaawansowania nowotworu (pTNM) np.: zajęcie węzłów chłonnych. Najczęściej stosowane są programy wielolekowe, na przykład doksorubicyna z cyklofosfamidem (AC) 4 do 6 cykli co 21 dni, 5-fluorouracyl + epirubicyna + cyklofosfamid (FEC) 6 cykli co 21 dni, sekwencyjnie 4 cykle AC co 21 dni, następnie 4 cykle paklitakselu co 21 dni(4AC/4T). W przypadku stwierdzenia przerzutów skuteczność wykazuje kapecytabina oraz winorelbina.
Chemioterapia jest leczeniem silnie toksycznym. Może powodować uszkodzenie serca, układu nerwowego (neuropatia), jelita, szpiku kostnego (mielotoksyczność), gonad (okresowa niepłodność), nerek (nefrotoksyczność – szczególnie cisplatyny), cebulek włosów – powoduje wyłysienie, powoduje znaczny spadek odporności (spadek liczby granulocytów – zwalczana poprzez podanie rekombinowanego ludzkiego czynnika wzrostu kolonii granulocytów G-CSF) i naraża na infekcje grzybicze, bakteryjne i wirusowe. Może występować krwawienie z dziąseł i błon śluzowych (na tle trombocytopenii). Z tego względu przed każdym cyklem chemioterapii pacjent jest dokładnie badany przez lekarza.

#### Hormonoterapia
Hormonoterapia uzupełniająca wskazana jest jeśli więcej niż 10% komórek nowotworu wykazuje wrażliwość na żeńskie hormony steroidowe: estrogeny i progesteron. W leczeniu uzupełniającym stosowany jest zazwyczaj tamoksyfen w monoterapii przez 5 lat od zakończenia chemioterapii. U pacjentek u których są przeciwwskazania do tamoksyfenu lub byłby on nieskuteczny stosowane są następnie leki z grupy inhibitorów aromatazy. Tamoksyfen jest przeciwwskazany u osób z aktywną chorobą zakrzepową lub zatorowością płucną, tendencją do przerostu błony śluzowej macicy, w przypadku guzów, w których następuje nadekspresja genu receptora dla nabłonkowego czynnika wzrostu (HER2).
Czasem wskazane jest zastosowanie leków z grupy analogów gonadoliberyny, (najczęściej goserelina) celem uzyskania farmakologicznego wyłączenia czynności dokrewnej jajników.
Hormonoterapia ma w porównaniu z chemioterapią znacznie mniej działań niepożądanych i skutków ubocznych. Może być stosowana u pacjentek w podeszłym wieku i złej kondycji ogólnej. Inne zalety leczenia hormonalnego raka piersi to: możliwość oszacowania skuteczności leczenia przed jego rozpoczęciem (obecność w komórkach nowotworowych receptorów estrogenowych lub progestagenowych jest dodatnim czynnikiem predykcyjnym), łatwa droga podania (także doustna), w razie wytworzenia oporności na leczenie pierwszorzędowe – możliwość zastosowania równie skutecznego leczenia drugiego rzutu. Istnieje jednak pula pacjentek (około 25%), które – ze względu na brak receptorów hormonalnych – nie reagują na leczenie. Ograniczeniem hormonoterapii jest również stosunkowo długi czas oczekiwania na efekty – minimum kilkanaście tygodni.
Wszystkie leki blokujące wydzielanie estrogenów (lub blokujących receptor estrogenowy) mają mniej lub bardziej zaznaczony wpływ na układ kostny (zob. osteoporoza) i osoby leczone hormonoterapią powinny mieć wykonywane badanie densytometryczne, a w razie ubytku masy kostnej stosowane bisfosfoniany. Są one również stosowane w razie wykrycia przerzutów do kości. Objawy klimakterium po hormonoterapii pomagają znieść leki przeciwdepresyjne.

#### Terapia celowana
Za pomocą nowoczesnych leków oddziałujących na konkretny element komórki nowotworowej prowadzić można terapie celowane. W leczeniu uzupełniającym oraz paliatywnym stosuje się m.in. trastuzumab, przeciwciało monoklonalne wiążące się swoiście z receptorem dla nabłonkowego czynnika wzrostu (HER2) i powodujące jego unieczynnienie. Jest on skuteczny jedynie u pacjentek, u których komórki nowotworowe wykazują zwiększoną ekspresję HER2. Podaje się go dożylnie – samodzielnie lub w połączeniu z chemioterapią. Nowszym lekiem, również stosowanym u osób z rakiem piersi HER2-dodatnim jest pertuzumab, który podaje się łącznie z trastuzumabem i chemioterapeutykiem. Lek ten w 2012 roku został zarejestrowany w USA a w 2013 roku w Unii Europejskiej. Kolejnym lekiem skierowanym przeciwko białku HER-2 (zarejestrowany w USA w 2013 roku) jest kadcyla. Skutecznie działa też lapatynib. Jest to lek o względnie małej cząsteczce, także dezaktywujący receptor HER2.
Innym punktem uchwytu terapii celowanej może być czynnik wzrostu śródbłonka naczyń (VEGF). Obiecującym lekiem wydawał się bewacyzumab, który blokuje aktywność tego czynnika i dzięki temu hamuje tworzenie nowych naczyń (angiogenezę) w guzie oraz towarzyszącą temu kaskadę aktywacji czynników wzrostu. Nowsze badania (2011 rok), wykazały jednak, że stan niedotlenienia w komórkach, jaki jest wywoływany przez leki tego typu, zwiększa liczbę komórek macierzystych raka. Z tego powodu Agencja Żywności i Leków odwołała zgodę na leczenie raka piersi bewacyzumabem. W fazie badań na myszach są terapie polegające na łączeniu leków z kategorii antyangiogenezy z lekami powstrzymującymi wzrost komórek macierzystych raka.
Terapie celowane są bardzo obiecujące. Mogą być stosowane jednocześnie z chemioterapią, hormonoterapią i radioterapią nasilając ich działanie. Mają niewiele działań niepożądanych i skutków ubocznych. Główną wadą nowoczesnych leków są ich bardzo wysokie ceny.

### Leczenie nawrotów i uogólnionej choroby nowotworowej
Jeśli stopień zaawansowania nowotworu wynosi IV, stosowane jest leczenie paliatywne. Celem leczenia paliatywnego jest przede wszystkim poprawa jakości życia, w drugiej kolejności wydłużenie jego trwania. Stosowane metody podzielić można na dwie główne grupy:
1. Leczenie przyczynowe – oddziałujące na sam nowotwór. Stosowane są podobne metody jak w leczeniu radykalnym:
  - Chemioterapia stosowana jest w przypadku przerzutów w narządach miąższowych oraz w sytuacjach wymagających szybkiego zahamowania wzrostu nowotworu, np. w niedokrwistości spowodowanej przerzutami do szpiku kostnego. Wykorzystywane są programy chemioterapeutyczne o małej toksyczności. Należy pamiętać, że podstawowym celem leczenia paliatywnego jest poprawa samopoczucia – leczenie zatem nie może być gorsze od choroby.
  - Hormonoterapia jest bardzo skuteczną metodą leczenia uogólnionej choroby nowotworowej, jeśli tylko w komórkach raka występują receptory dla estrogenów lub progesteronu.
  - Radioterapia jest metodą z wyboru w leczeniu przerzutów do mózgu i kości.
  - Leczenie celowane bardzo skuteczne i chętnie wykorzystywane w leczeniu paliatywnym ze względu na dużą skuteczność i niewielkie działania niepożądane.
  - Chirurgiczne wycięcie przerzutów (metastazektomia) stosowane jest wyjątkowo. Klasyczne wskazania obejmują: pojedynczą zmianę w mózgu i ograniczoną wznowę lokalną w bliźnie.
2. Leczenie wspomagające, nieoddziałujące na nowotwór, ale poprawiające stan pacjenta i jego samopoczucie:
  - leczenie przeciwbólowe lekami z grupy niesteroidowych przeciwzapalnych oraz opiatów, a także zabiegi przeciwbólowe: blokady nerwów oraz przeciwbólowe podanie promieniotwórczego strontu.
  - zapobieganie złamaniom patologicznym i przerzutom do kości poprzez podawanie bisfosfonianów
  - zabiegi odbarczające: punkcja (nakłucie) opłucnej, otrzewnej, osierdzia i ewakuacja (wypuszczenie) narastającego płynu
  - uzupełnienie niedoborów, na przykład nawodnienie dożylne, przetoczenie preparatów krwi, żywienie pozajelitowe.
  - operacje udrażniające i omijające: założenie stentu do oskrzela, zespolenia jelitowe, ileostomia
  - zapewnienie stałego dostępu dożylnego poprzez wszczepienie portu naczyniowego (Vascuportu)
  - leczenie przeciwdepresyjne: psychoterapia i leki przeciwdepresyjne
  - leczenie przeciwobrzękowe (mannitol) szczególnie po radioterapii okolic mózgu i w przypadkach zwiększonego ciśnienia śródczaszkowego
  - leczenie hiperurykemii (najczęściej allopurynol).

### Rehabilitacja
Pacjentka w trakcie leczenia, a także po jego zakończeniu, wymaga stałej rehabilitacji. Najważniejszą w raku piersi jej formą jest fizjoterapia. Kończyna górna po stronie operowanej powinna być w odpowiedni sposób masowana, ćwiczona i układana. Większość zabiegów pacjentki muszą wykonywać codziennie samodzielnie. Zapobiega to narastaniu obrzęku limfatycznego, który zagraża szczególnie chorym po usunięciu węzłów chłonnych pachy.
Także w leczeniu paliatywnym raka piersi bardzo ważną rolę odgrywa rehabilitacja. Ze względu na to, że nieumiejętnie stosowana może pogorszyć stan chorej, prowadzona powinna być przez rehabilitanta o bardzo dużych kwalifikacjach.

## Profilaktyka

Różowa wstążka – symbol kampanii służącej szerzeniu świadomej profilaktyki raka piersi i raka szyjki macicy

### Badania przesiewowe
Rosnąca z wiekiem częstość zachorowań na raka piersi u kobiet uzasadnia objęcie dużej grupy kobiet skriningiem. Metody skriningu obejmują:
- samokontrolę piersi
- mammografię
- badanie ultrasonograficzne
- RM sutka.

Wykonywanie mammografii jest metodą z wyboru w wykrywaniu wczesnych raków piersi, a skuteczność diagnostyczna tego badania w połączeniu z palpacyjnym badaniem sutka sięga 80-97%. Zaleca się regularne (co 2 lata) wykonywanie mammografii począwszy od 40 roku życia i coroczną mammografię po ukończeniu 50 roku życia. Skuteczność badania u kobiet w młodszym wieku jest ograniczona, ze względu na przewagę tkanki gruczołowej w utkaniu sutka; w uzasadnionych przypadkach (na przykład nosicielstwo mutacji w genie BRCA1) zalecanym badaniem obrazowym jest badanie metodą rezonansu magnetycznego lub ultrasonograficzne.

## Historia
Rak gruczołu sutkowego jest jednym z najdawniej poznanych przez człowieka nowotworów. Najstarsze wzmianki o nim znaleziono w liczącym około 5 tysięcy lat papirusie zakupionym w Egipcie przez Edwina Smitha. Liczne opisy pochodzą z Egiptu z XVII wieku p.n.e. Papirus Ebersa wymienia 8 przypadków guzów piersi, z czego przynajmniej jeden wystąpił u mężczyzny; próbowano je leczyć wypalaniem, ale z miernym skutkiem.
Medycyna europejska zajęła się rakiem piersi za sprawą Hipokratesa, który jednak całkowicie błędnie jako przyczynę schorzenia wskazywał histerię, czyli wędrowanie suchej i zbyt lekkiej macicy po jamie otrzewnej wskutek niedostatecznej liczby stosunków płciowych. Galen jako przyczynę choroby wskazywał nadmiar czarnej żółci, proponował leczenie polegające na wycięciu nowotworu i pozostawienie otwartej rany w celu wypłynięcia nadmiaru tejże.
Pierwszy zabieg odejmowania piersi opisał Leonidas z Aleksandrii, jego metodę stosowano do początku oświecenia. W średniowieczu zaniechano chirurgicznego wycinania zmian nowotworowych z powodów religijnych, a rozwój lecznictwa następował głównie w świecie arabskim. Albukasis zalecał przedoperacyjne zmniejszanie guza za pomocą leków i opracował narzędzia chirurgiczne do precyzyjnego wycinania zmian nowotworowych. Za udoskonalenie tych narzędzi odpowiadał natomiast Henri de Mondeville i Guy de Chauliac.
Paracelsus uznał za przyczynę raka piersi nadmiar szkodliwych substancji w ciele, odrzucając wyjaśnienia oparte na teorii humoralnej, jednak jego tezy zostały odrzucone. Dopiero w 1680 roku Franciscus Sylvius obciążył winą za zmiany nowotworowe zmiany odczynu limfy. W 1757 roku Henri le Dran udoskonalił procedurę mastektomii i zaproponował usuwanie pachowych węzłów chłonnych, co upowszechniło się do końca XVIII wieku. Równocześnie jeszcze wówczas pierwotnej przyczyny choroby upatrywano w niedoborze lub nadmiarze stosunków seksualnych. Francuski chirurg Jean Louis Petit i szkocki Benjamin Bell jako pierwsi dokonali resekcji sutka, węzłów dołu pachowego i mięśni klatki piersiowej. Pierwszą dokumentację rodzinnego występowania raka piersi przedstawił Paul Broca w 1866 roku.
W 1882 r. William Stewart Halsted zalecił także prewencyjnie usuwać drugą pierś i oba mięśnie piersiowe większe (zabieg Halsteda). Naukowe określenie czynników ryzyka na podstawie wywiadów lekarskich przeprowadziła w 1923 roku Janet Lane-Claypon. Aristide Verneuil w 1887 roku jako pierwszy wszczepiał zdrowe tkanki w miejsce odjętych piersi.

## Klasyfikacja ICD10
| kod ICD10     | nazwa choroby                        |
| ------------- | ------------------------------------ |
| ICD-10: C50   | Nowotwór złośliwy sutka              |
| ICD-10: C50.0 | brodawka i otoczka brodawki sutkowej |
| ICD-10: C50.1 | centralna część sutka                |
| ICD-10: C50.2 | ćwiartka górna wewnętrzna sutka      |
| ICD-10: C50.3 | ćwiartka dolna wewnętrzna sutka      |
| ICD-10: C50.4 | ćwiartka górna zewnętrzna sutka      |
| ICD-10: C50.5 | ćwiartka dolna zewnętrzna sutka      |
| ICD-10: C50.6 | część pachowa sutka                  |
| ICD-10: C50.8 | zmiana przekraczająca granice sutka  |
| ICD-10: C50.9 | nieokreślony nowotwór złośliwy sutka |